# Kittery (Maine)
Kittery – miasto w Stanach Zjednoczonych, w stanie Maine, w hrabstwie York.
Znajduje się w nim stocznia marynarki wojennej Portsmouth Naval Shipyard, nazwana od sąsiadującego miasta Portsmouth w stanie New Hampshire.